# اندژیووکا (استان لهستان کوچک‌تر)
اندژیووکا (استان لهستان کوچک‌تر) (به لهستانی:  Andrzejówka) یک روستا در لهستان است که در Gmina Muszyna واقع شده‌است.